# 最優秀投手
最優秀投手（さいゆうしゅうとうしゅ）は、日本プロ野球の表彰の一つ。

## 概要
セントラル・リーグではベストナインの投手が対象で1967年より表彰された。
パシフィック・リーグでは1953年より表彰が始まる。投票委員による投票で選出され、「MVPと同等に価値あるもの」と位置付けられた。制定から数年間はMVPの投票対象から投手を除く規定も設けられていた。しかし、多くの場合ベストナイン投手と重なった（1956年のみ異なる）うえ、MVPからの除外規定を途中からなくした結果、1957年からは3年連続して受賞者がMVPと重複することとなり、1959年限りでいったん廃止される。2002年より最高勝率に替わってシーズン勝率1位投手（シーズン13勝以上の投手のうち最も勝率の高い投手）が表彰された。
なお、それ以前には最優秀防御率や最高勝率の投手を「最優秀投手」の名称で表彰したり、セ・リーグでは1951から52年に防御率と勝率から「最優秀投手」を選出・表彰することがおこなわれていた。
2013年より、タイトル名を「勝率第一位投手賞」と改称し、セ・パ両リーグともに表彰規定を「13勝以上での勝率1位」に統一することとなった。このため、実質的に「最優秀投手」というタイトルは廃止され、最高勝率がタイトルとして復活する形になった。

## 歴代受賞者

### 1953年から1959年まで
| 年度 | 選手名   | 所属球団       |
| ---- | -------- | -------------- |
| 1953 | 川崎徳次 | 西鉄ライオンズ |
| 1954 | 西村貞朗 | 西鉄ライオンズ |
| 1955 | 中村大成 | 南海ホークス   |
| 1956 | 島原幸雄 | 西鉄ライオンズ |
| 1957 | 稲尾和久 | 西鉄ライオンズ |
| 1958 | 稲尾和久 | 西鉄ライオンズ |
| 1959 | 杉浦忠   | 南海ホークス   |

- 太字はMVP受賞選手。パシフィック・リーグのみ表彰。

### 1967年から2001年まで
| 年度 | 選手名     | 所属球団           |
| ---- | ---------- | ------------------ |
| 1967 | 小川健太郎 | 中日ドラゴンズ     |
| 1968 | 江夏豊     | 阪神タイガース     |
| 1969 | 高橋一三   | 読売ジャイアンツ   |
| 1970 | 平松政次   | 大洋ホエールズ     |
| 1971 | 平松政次   | 大洋ホエールズ     |
| 1972 | 堀内恒夫   | 読売ジャイアンツ   |
| 1973 | 高橋一三   | 読売ジャイアンツ   |
| 1974 | 堀内恒夫   | 読売ジャイアンツ   |
| 1975 | 外木場義郎 | 広島東洋カープ     |
| 1976 | 池谷公二郎 | 広島東洋カープ     |
| 1977 | 小林繁     | 読売ジャイアンツ   |
| 1978 | 新浦寿夫   | 読売ジャイアンツ   |
| 1979 | 小林繁     | 阪神タイガース     |
| 1980 | 江川卓     | 読売ジャイアンツ   |
| 1981 | 江川卓     | 読売ジャイアンツ   |
| 1982 | 北別府学   | 広島東洋カープ     |
| 1983 | 遠藤一彦   | 横浜大洋ホエールズ |
| 1984 | 山根和夫   | 広島東洋カープ     |
| 1985 | 小松辰雄   | 中日ドラゴンズ     |
| 1986 | 北別府学   | 広島東洋カープ     |
| 1987 | 桑田真澄   | 読売ジャイアンツ   |
| 1988 | 小野和幸   | 中日ドラゴンズ     |
| 1989 | 斎藤雅樹   | 読売ジャイアンツ   |
| 1990 | 斎藤雅樹   | 読売ジャイアンツ   |
| 1991 | 佐々岡真司 | 広島東洋カープ     |
| 1992 | 斎藤雅樹   | 読売ジャイアンツ   |
| 1993 | 今中慎二   | 中日ドラゴンズ     |
| 1994 | 山本昌広   | 中日ドラゴンズ     |
| 1995 | 斎藤雅樹   | 読売ジャイアンツ   |
| 1996 | 斎藤雅樹   | 読売ジャイアンツ   |
| 1997 | 山本昌     | 中日ドラゴンズ     |
| 1998 | 佐々木主浩 | 横浜ベイスターズ   |
| 1999 | 上原浩治   | 読売ジャイアンツ   |
| 2000 | 工藤公康   | 読売ジャイアンツ   |
| 2001 | 藤井秀悟   | ヤクルトスワローズ |

- セントラル・リーグのみ表彰。ベストナイン投手に同じ。

### 2002年から2012年まで
| 年度 | セントラル・リーグ | セントラル・リーグ | パシフィック・リーグ | パシフィック・リーグ         | パシフィック・リーグ |
| 年度 | 選手名             | 所属球団           | 選手名               | 所属球団                     | 勝率                 |
| ---- | ------------------ | ------------------ | -------------------- | ---------------------------- | -------------------- |
| 2002 | 上原浩治           | 読売ジャイアンツ   | J.パウエル           | 大阪近鉄バファローズ         | .630                 |
| 2003 | 井川慶             | 阪神タイガース     | 斉藤和巳             | 福岡ダイエーホークス         | .870                 |
| 2004 | 川上憲伸           | 中日ドラゴンズ     | 岩隈久志             | 大阪近鉄バファローズ         | .882                 |
| 2005 | 黒田博樹           | 広島東洋カープ     | 斉藤和巳             | 福岡ソフトバンクホークス     | .941                 |
| 2006 | 川上憲伸           | 中日ドラゴンズ     | 斉藤和巳             | 福岡ソフトバンクホークス     | .783                 |
| 2007 | 高橋尚成           | 読売ジャイアンツ   | 成瀬善久             | 千葉ロッテマリーンズ         | .941                 |
| 2008 | S.グライシンガー   | 読売ジャイアンツ   | 岩隈久志             | 東北楽天ゴールデンイーグルス | .840                 |
| 2009 | D.ゴンザレス       | 読売ジャイアンツ   | ダルビッシュ有       | 北海道日本ハムファイターズ   | .750                 |
| 2009 | D.ゴンザレス       | 読売ジャイアンツ   | 杉内俊哉             | 福岡ソフトバンクホークス     | .750                 |
| 2010 | 前田健太           | 広島東洋カープ     | 杉内俊哉             | 福岡ソフトバンクホークス     | .696                 |
| 2011 | 吉見一起           | 中日ドラゴンズ     | 田中将大             | 東北楽天ゴールデンイーグルス | .792                 |
| 2012 | 内海哲也           | 読売ジャイアンツ   | 攝津正               | 福岡ソフトバンクホークス     | .773                 |

- セントラル・リーグはベストナイン投手に同じ。パシフィック・リーグは勝率1位投手。